# Aranyhátú szövőmadár
Az aranyhátú szövőmadár (Ploceus jacksoni) a madarak osztályának a verébalakúak (Passeriformes) rendjéhez, ezen belül a szövőmadárfélék (Ploceidae) családjához tartozó faj.

## Előfordulása
Burundi, Kenya, Szudán, Tanzánia és Uganda területén honos. Betelepítették az Egyesült Arab Emírségek területére is.